# Sigge Parling
Sigvard Parling (Forsbacka, 1930. március 26. – 2016. szeptember 17.) világbajnoki ezüstérmes svéd válogatott labdarúgó.
A svéd válogatott tagjaként részt vett az 1958-as világbajnokságon.

## Sikerei, díjai

### Játékosként
Djurgårdens
- Svéd bajnok (2): 1954–55, 1959

Svédország
- Világbajnoki döntős (1): 1958

### Edzőként
Örebro
- Svéd másodosztályú bajnok (1): 1959